# 德國國防軍陸軍第384步兵師
德國國防軍陸軍第384步兵師（德語：384. Infanterie-Division）是納粹德國國防軍陸軍的一個步兵師。該師於1942年1月組建。
該師組建後，於1942年3月調往東線，此後一直在當地作戰。
該師於斯大林格勒战役被殲，1943年3月重建，重建後繼續在東線作戰。
該師最後於1944年8月第二次雅西-奇西瑙攻勢被殲，同年10月解散。

## 註腳
1. ↑  Mitcham（2007年）